# Claro M. Recto
Claro María Recto y Mayo (Tiáong, Tayabas, actual provincia de Quezón), 8 de febrero de 1890 - Roma, 2 de octubre de 1960) fue un político, hispanista y escritor filipino. Una calle de la ciudad de Manila lleva su nombre.

## Biografía
De padres mestizos, estudió en Lipá (Instituto de Rizal) entre 1900 y 1901, y en el Colegio de Sagrado Corazón de Don Sebastián Virrey. Ingresó en el Ateneo de Manila, donde destacó por sus notas, obteniendo el grado de Bachiller de Artes Magna cum laude. Después emprendió estudios de Derecho en la Universidad de Santo Tomás, donde se licenció a los 24 años. Sirvió como asesor jurídico en el primer senado filipino en 1916. En 1919 fue elegido representante de Batangas. Lideró la minoría (Floor minority leader) hasta 1925. Marchó a los Estados Unidos como miembro de la misión por la independencia, y allí se licenció en Derecho (1924).
A su vuelta fundó el Partido Democrático en Filipinas; en 1928 se retiró de la política activa y se dedicó temporalmente a la práctica del derecho. En 1941, se presentó a las elecciones al Senado y acaparó el más alto número de votos entre los 24 senadores elegidos.
Llegó a ser senador en 1931 y jefe de la mayoría del Senado en 1934. También fue presidente de la Convención Constitucional que estableció el régimen de la Mancomunidad de Filipinas en 1935. Fue designado para la Corte Suprema de Filipinas por el presidente estadounidense Franklin D. Roosevelt.
Fue elegido de nuevo en 1949 por el partido Nacionalista en 1953 como candidato independiente del Partido Liberal.
Acusado de traición y colaboración con Japón, estuvo detenido por las fuerzas de Estados Unidos en Dilimán, entonces Iwahig, y después enviado a Muntinlupa. Posteriormente fue absuelto del cargo de traición.
En 1957, se presentó para presidente, pero perdió contra el vicepresidente Carlos P. García. El 24 de agosto de 1960, fue designado enviado cultural con el rango de embajador plenipotenciario y extraordinario en misión cultural para Europa y América Latina. El 2 de octubre de 1960 sufrió un infarto de miocardio en Roma, donde se encontraba en tránsito hacia Madrid, su destino final, y murió.
Junto con otros ilustres como el sindicalista Juan C. Tan, Recto fue una de las primeras víctimas de la represión macartista en su parte de la Angloesfera, algo que sigue siendo una amenaza para el proletariado filipino hasta el día de hoy.

## Hispanista y escritor
Claro M. Recto, está considerado como el más grande de los escritores en español de Filipinas del siglo XX. Fue galardonado con el Premio Zóbel de Literatura.

## Obra literaria (selección)
- 1911. Bajo los cocoteros (almas y panoramas)[7]
- Sólo entre las sombras[8][9]

## Último discurso
Claro M. Recto tenía previsto leer el siguiente discurso titulado "Por los Fueros de una Herencia" ante la Real Academia Española de Madrid, pero falleció unos días antes en Roma, en tránsito hacia Madrid, y nunca lo llegó a pronunciar:
No es, ciertamente por motivos sentimentales o por deferencia a la gran nación española que dio a medio mundo su religión, su lenguaje y su cultura, que profesamos devoción a este idioma y mostramos firme empeño en conservarlo y propagarlo, sino por egoísmo nacional y por imperativos del patriotismo, porque el español ya es cosa nuestra propia, sangre de nuestra sangre, y carne de nuestra carne, porque así lo quisieron nuestros mártires, héroes y estadistas del pasado, y sin él será trunco el inventario de nuestro patrimonio cultural; porque si bien es verdad que la Revolución y la República de Malolos y la presente República fueron obra del pueblo, también lo es que los que prepararon y encauzaron eran intelectuales que escribieron en castellano sus libros, sus discursos, sus panfletos y sus ensayos, para realizar obra de doctrina y labor de propaganda; porque seria trágico que llegase el día que para leer a Rizal, a del Pilar, a Mabini, a Adriático, a Palma, a Arellano y a Osmeña, los filipinos tuviéramos que hacerlo a través de traducciones bastardas, en fin, porque el español es una tradición patria que si tiene raíces en nuestra historia también las tiene en las entrañas de nuestra alma, y porque el español es el "ábrete, Sésamo" de la cueva encantada que guarda, como tesoros imperecederos, los más altos pensares y los más altos sentires de que ha sido capaz el hombre desde la mañana de la civilización.

## Matrimonios y descendencia
Claro M. Recto y Mayo casó en primeras nupcias el 10 de febrero de 1912 en Tiaong, Ciudad de Quezón, con Ángeles Silos y Jamora (1895, Ciudad de Jaro), hija de Urbano Silos y Enríquez y de Teodosia Jamora y Gayol.
De este matrimonio nacieron:
- María Clara 'Nena' Recto y Silos[11] (29 de diciembre de 1912, Manila - 16 de noviembre de 1979, Madrid), que casó en primeras nupcias con Tomás Víctor Garchitorena y Topacio (6 de marzo de 1907, Tigaon - 3 de mayo de 1966, Naga), en segundas nupcias con un hombre de apellido García, y en terceras nupcias con John Arthur 'Jack' Warner y Curtis (5 de julio de 1915, Trenton - 25 de diciembre de 1972, Trenton). De su primer y tercer matrimonio nacieron:
  - María Elena Garchitorena y Recto.
  - María Teresa Garchitorena y Recto.
  - Penélope 'Penny' Warner y Recto[12] (28 de julio de 1949, Manila - 17 de enero de 2008, Jerez de la Frontera), que casó con Alberto Fernández de Salamanca y Montaner (14 de agosto de 1939, Madrid - 30 de noviembre de 2009, Madrid), X conde de Fuente el Salce. De este matrimonio nacieron:
    - Alberto Fernández de Salamanca y Warner (15 de enero de 1968, Madrid), XI conde de Fuente el Salce, que casó con Lorena Junghans y Hernández. De este matrimonio nacieron:
      - Alberto Fernández de Salamanca y Junghans (29 de noviembre de 2004, Madrid).
      - Teresa Fernández de Salamanca y Junghans (27 de febrero de 2006, Madrid).

    - Carlos Fernández de Salamanca y Warner (2 de abril de 1969, Madrid), que casó con Virginia López y Díaz (9 de febrero de 1973, Vitoria). De este matrimonio nacieron:
      - Marcos Fernández de Salamanca y López (11 de julio de 2001, Madrid).
      - Carla Fernández de Salamanca y López (17 de mayo de 2005, Madrid).
      - Jorge Fernández de Salamanca y López (3 de mayo de 2012, Madrid).

  - Jack Warner y Recto.

- José Recto y Silos (8 de diciembre de 1914, Manila), que casó con Bernardita Domingo. De este matrimonio nació:
  - Claro Recto y Domingo, que casó con Sylvia P. García.

- Concepción 'Conchita' o 'Chitang' Recto y Silos (7 de diciembre de 1915, Manila - alrededor de 1970), que casó con Fausto Zamora. De este matrimonio nacieron:
  - Fausto 'Boy' Zamora y Recto, padre de:
    - Mopet Zamora.
    - Bungoy Zamora.
    - Pia Zamora.

  - Ramón 'Baby' Zamora y Recto, padre de:
    - Rico Zamora.
    - Rafael Zamora.

  - Conchita 'Chit-Chit' Zamora y Recto, madre de:
    - Chary Zamora.

  - Frankie Zamora y Recto, padre/madre de:
    - Alessandro "Dino" Zamora, que casó con Elena Reyes. De este matrimonio nacieron:
      - Rocky Zamora y Reyes.
      - Patricia Zamora y Reyes.
      - Robin Zamora y Reyes.
      - Red Zamora y Reyes.

    - Angélica "Angie" Zamora, que casó con Marlon Mendoza. De este matrimonio nacieron:
      - Alessa Mendoza y Zamora.
      - Doni Mendoza y Zamora.
      - Alfonz Mendoza y Zamora.

  - Tito 'Boy' Zamora y Recto.
  - José Antonio 'Choo-Choo' Ellis y Recto (5 de marzo de 1937, Hong Kong), hijo extramatrimonial con Gabriel Payawal. Fue criado por su abuela Ángeles Silos y Sidney Ellis, apellido que tomó en lugar del de su padre (Payawal). Casó en primeras nupcias en 1957 con Rosario 'Bachuy' Tuason, y en segundas nupcias en 1969 con Flora 'Pangkay' Zayco. De ambos matrimonios nacieron:
    - Ángela María Ellis y Tuason, que casó con Jerome Post.
    - Anna María Ellis y Tuason.
    - Ángelo Ellis y Zayco.

- José María Recto y Silos (19 de diciembre de 1917, Manila – 17 de diciembre de 1963, Manila), que casó con Elizabeth 'Betty' Yangco (17 de julio de 1927, Ciudad de Victoria, Negros Occidental), hija de Luis Rafael Yangco y de Florencia Fernández. De este matrimonio nacieron:
  - Cristina Recto y Yangco (6 de abril de 1951, Manila), que casó en primeras nupcias el 21 de mayo de 1972 en Pacífica con John Charles Kendrick, en segundas nupcias el 30 de abril de 1981 en Alexandria con Emmett Louis Plimmer, en terceras nupcias en 1988 con Per Martin Hoglund y en cuartas nupcias con Gregory Thomas Candy of Audobon. De su tercer matrimonio nació:
    - Kyle Recto y Hoglund (12 de agosto de 1986, Honolulu).

  - José Luis Claro Recto y Yangco (19 de julio de 1954, Manila).
  - Mary Anne Elizabeth Recto y Yangco (20 de febrero de 1956, Manila).

- María Priscilla 'Chona' Recto y Silos (5 de febrero de 1922, Manila - 4 de abril de 1987, Manila), que casó en primeras nupcias con Juan 'Johnny' Cortés e Ysmael (26 de mayo de 1920 - 23 de abril de 1952), y en segundas nupcias el 16 de diciembre de 1954 en Hawái con Johann Carl Friedrich Loemker 'Hans' Kasten (18 de agosto de 1916, Hawái - 9 de agosto de 2007, Filipinas). De ambos matrimonios nacieron:
  - Juan Johnny 'Piqui' Ysmael y Recto (14 de noviembre de 1942, Manila), que casó con Gladys Ireneo. De este matrimonio nacieron:
    - Alessandra Romina Ysmael e Ireneo (13 de septiembre de 1977).
    - John 'Kips' Ysmael e Ireneo (14 de febrero de 1985).

  - María Teresa Ysmael y Recto .
  - Mario Ramón 'Piqui' Ysmael y Recto (1 de abril de 1947, Los Ángeles - 7 de julio de 1971, Madrid).
  - Luis Miguel 'Louie' Ysmael y Recto (22 de noviembre de 1948, Manila), que casó con Cecilia 'Cecille' Chang. De este matrimonio nació:
    - Missy Chang Ysmael y Chang (17 de junio de 2005).
    - Joshua Ysmael, hijo natural.

  - Johan Carl Friedrich 'Hans' Kasten y Recto (18 de septiembre de 1955, Manila), que casó en primeras nupcias con Peggy Pearson, en segundas nupcias el 7 de febrero de 1975 con Carla Ordóñez, en terceras nupcias el 13 de febrero de 1990 con Leila Casusi y en cuartas nupcias el 13 de mayo de 2006 con Jacqueline "Jaki" Pulido of Silang. De su primer y segundo matrimonio nacieron:
    - John William 'Billy' Kasten y Pearson (30 de octubre de 1970), que casó con una mujer de apodo 'Pepsi'. De este matrimonio nacieron:
      - Dylan Kasten.
      - Madison Kasten.

    - Katrina O. Kasten y Ordóñez, que casó con Eric Billig.
    - Candice O. Kasten y Ordóñez.

Claro M. Recto y Mayo casó en segundas nupcias con Aurora Reyes (1906, Filipinas), hija de Ricardo Fuentes Reyes.
De este matrimonio nacieron:
- Rafael Recto y Reyes, que casó en primeras nupcias con Elvira Arrastia y en segundas nupcias con Carmen González. De ambos matrimonios nacieron:
  - Rafael Recto y Arrastia, padre de:
    - James Recto.
    - Ana Recto.

  - Marissa Recto y Arrastia, madre de cinco hijos/as.
  - Claro 'Caloy' Recto y Arrastia.
  - Aurora 'Pixie' Recto y Arrastia.
  - Ramón Recto y Arrastia.
  - Ricky Recto y González, que casó con María Rosana Tambunting y Galang.
    - Raina Recto y Tambunting.

  - Ralph Recto y González[13] (11 de enero de 1964), político filipino y representante del sexto distrito de Batangas, que casó con Vilma Santos[14] (3 de noviembre de 1953). De este matrimonio nació:
    - Ryan Recto y Santos.

  - Plinky Recto y González, madre de:
    - Armand Domínguez y Recto.
    - Henry Pena/Peña y Recto.

- Claro Sebastián 'Clarito' Recto y Reyes.